# Morten Olsen (handball)
Pour les articles homonymes, voir Morten Olsen et Olsen.

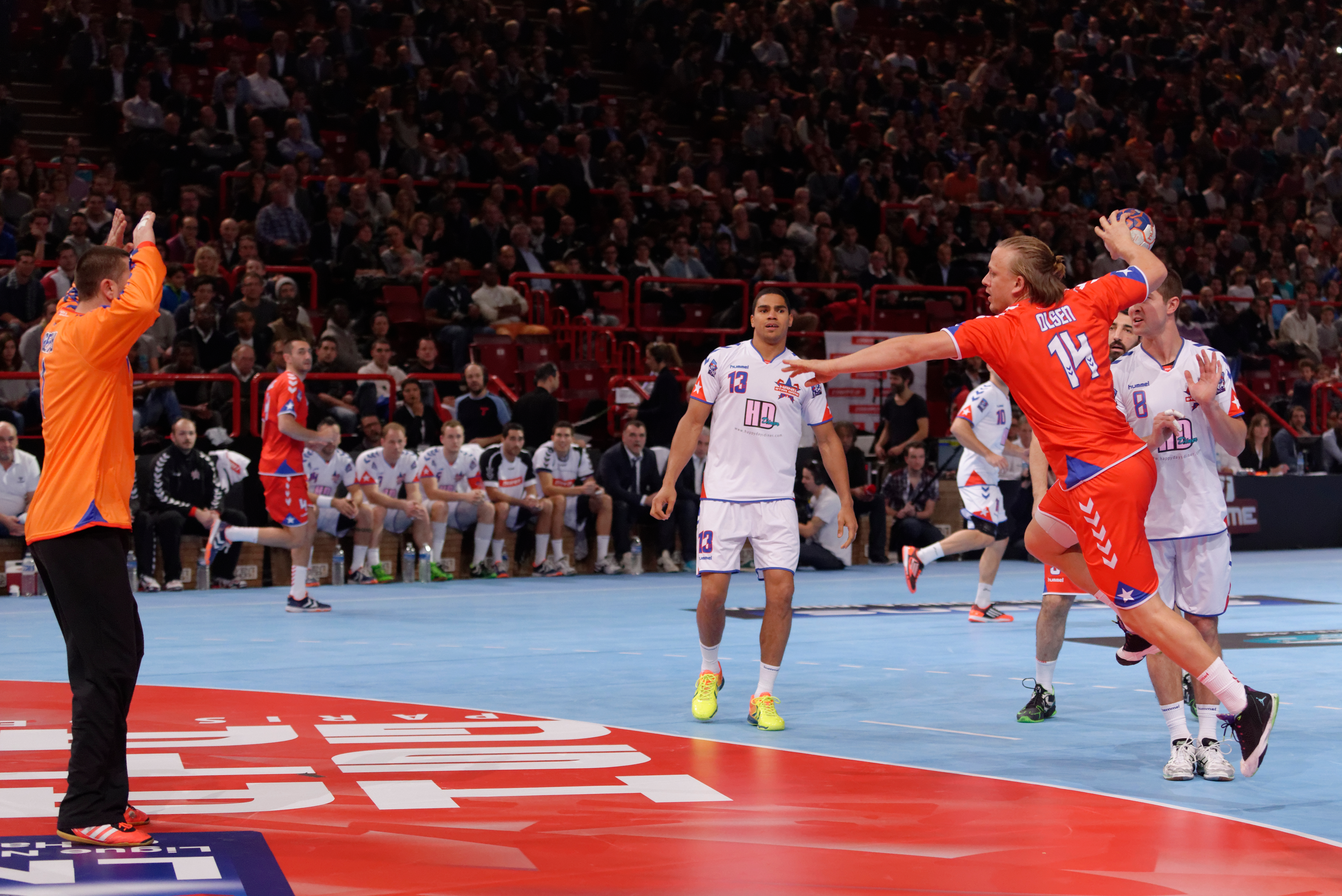
Morten Olsen se présente face à Yann Genty lors du Hand Star Game, le 7 décembre 2013.

Morten Olsen, né le 11 octobre 1984 à Osted, est un handballeur international danois qui évolue depuis 2015 au TSV Hannover-Burgdorf.
International danois à compter de 2006, il devient champion olympique en 2016 puis Champion du monde en 2019 puis en 2021.

## Résultats sportifs

### En club
- Vainqueur du Champion du Danemark (3) : 2004, 2022, 2023
- Vainqueur de la Coupe du Danemark (2) : 2005, 2023
- 3e du Championnat de France en 2015.
- Finaliste de la Coupe de la Ligue en 2013-2014.

### En sélection
Jeux olympiques
- Médaillé d'or aux Jeux olympiques de 2016 à Rio de Janeiro,   Brésil
- Médaille d'argent aux Jeux olympiques de 2021 à Tokyo,  Japon

Championnat du monde
- 10e place au Championnat du monde 2017
- Médaillé d'or au Championnat du monde 2019
- Médaillé d'or au Championnat du monde 2021

Championnat d'Europe
- 4e place au Championnat d'Europe 2018
- 13e place au Championnat d'Europe 2020